# Brooke Ballentyne
Pour les articles homonymes, voir Brooke.
Brooke Ballentyne, née le 13 juillet 1982 à Charlotte, est une actrice de films pornographiques américaine.

## Biographie
Ballentyne a grandi dans une famille très religieuse, sans vie sociale.
Elle pratique la sodomie à 17 ans pour rester vierge jusqu'à ses 18 ans.
Elle a dit "J'aime pas ces petites blanches qui pensent qu'elles ont une morale. Alors elles aiment dire "pas d'éjaculations au visage". Elles se prennent pour des petites bourgeoises, j'aime pas les bourgeoises. Mise à part ça j'aime tout dans le X. 
Elle a reçu deux AVN Awards.
Elle a joué dans des films produits par le rappeur Lil Jon.

## Récompenses
- 2004 : AVN Award Meilleur second rôle féminin dans une vidéo (Best Supporting Actress - Video) pour Rawhide[3]
- 2004 : AVN Award Meilleure scène de sexe en solitaire (Best Solo Sex Scene) pour Screaming Orgasms[3]

## Filmographie sélective
- Teeny Wet Panties (2007)
- Here's The Thing About My Blowjobs (2005)
- Hungry For Ass (2004)
- A2M 3 (2004)
- All Anal 3 de Jill Kelly (2004)
- Hungry For Ass (2004)
- Backseat Driver 19 (2003)
- Full Anal Access  (2003)
- May I Push Your Stool In (2003)
- Straight to the A 4 (2003)
- Anal Trainer 1 (2003)
- Cum Dumpsters 3 & 4 (2003)
- Breakin' Em In 4 (2003)
- Straight To The A 4 (2003)
- Lil Jon American Sex Series (2003)
- Full Anal Access 1 (2003)
- Double Stuffed 2 (2003)
- Lil Jon And The Eastside Boyz American Sex Series (2003)
- V-Eight 9 (2003)
- Vivid Games (2003)
- Warning! I Fuck on the First Date (2003)
- Wildest Sex Ever 3 (2003)
- Bring'um Young 9 (2002)
- A Perverted Point of View 4 (2002)
- Down the Hatch 8 (2002)
- Lewd Conduct 13 (2002)
- 18 and Nasty 29 (2002)